# Premi Robert 2010
La 27ª edizione dei Premi Robert si è svolta a Copenaghen il 7 febbraio 2010.

## Vincitori e candidati
I vincitori sono indicati in grassetto, a seguire gli altri candidati.
Miglior film
- Antichrist, regia di Lars von Trier
- Fri os fra det onde, regia di Ole Bornedal
- Kærestesorger, regia di Nils Malmros
- Old Boys, regia di Nikolaj Steen
- Applaus, regia di Martin Zandvliet

Miglior film per ragazzi
- Superbror, regia di Birger Larsen
- Karla og Katrine, regia di Charlotte Sachs Bostrup
- Storm, regia di Giacomo Campeotto
- Vølvens forbandelse, regia di Mogens Hagedorn
- Se min kjole, regia di Hella Joof

Miglior regista
- Lars von Trier - Antichrist
- Ole Bornedal - Fri os fra det onde
- Rumle Hammerich - Headhunter
- Hella Joof - Se min kjole
- Nils Malmroos - Kærestesorger

Miglior attore protagonista
- Lars Mikkelsen - Headhunter
- Willem Dafoe - Antichrist
- Thomas Ernst - Kærestesorger
- Kristian Halken - Old Boys
- Cyron Bjørn Melville - Vanvittig forelsket

Miglior attrice protagonista
- Paprika Steen - Applaus
- Stephanie Leon - Se min kjole
- Charlotte Gainsbourg - Antichrist
- Simone Tang - Kærestesorger
- Birgitte Hjort Sørensen - Ved verdens ende

Miglior attore non protagonista
- Henning Moritzen - Headhunter
- Jens Andersen - Fri os fra det onde
- Marcus Nicolas Christensen - Himlen falder
- Søren Pilmark - Kærestesorger
- Robert Hansen - Old Boys

Miglior attrice non protagonista
- Pernille Valentin - Fri os fra det onde
- Ellen Hillingsøe - Karla og Katrine
- Malou Reymann - Se min kjole
- Charlotte Munch - Headhunter
- Ida Dwinger - Kærestesorger

Miglior sceneggiatura
- Lars von Trier - Antichrist
- Ole Bornedal - Fri os fra det onde
- Rumle Hammerich - Headhunter
- Nils Malmros e John Mogensen - Kærestesorger
- Nikolaj Steen - Old Boys

Miglior fotografia
- Anthony Dod Mantle - Antichrist
- Dan Laustsen - Headhunter
- Dan Laustsen - Fri os fra det onde
- Himlen falder - Lars Reinholdt Jensen
- Jan Weincke - Kærestesorger

Miglior montaggio
- Anders Refn - Antichrist
- Henrik Vincent Theisen e Camilla Skousen - Headhunter
- Birger Møller Jensen - Kærestesorger
- Mikkel E.G. Nielsen - Over gaden under vandet
- Norton Højbjerg - Vanvittig forelsket

Miglior scenografia
- Søren Krag Sørensen e Finn Richardt - Kærestesorger
- Karl Júlíusson - Antichrist
- Anders Engelbrecht - Fri os fra det onde
- Lars Nielsen - Over gaden under vandet
- Michelle Sotheren - Ved verdens ende

Migliori costumi
- Anne-Dorte Fischer - Kærestesorger
- Susie Bjørnvad e Annemette Juul - Se min kjole
- Frauke Firl - Antichrist
- Ole Kofoed - Fri os fra det onde
- Louize Nissen - Old Boys

Miglior musica
- Tina Dickow - Old Boys
- Jean-Paul Wall - Flugten
- Halfdan E - Himlen falder
- Gunnar Møller Pedersen - Kærestesorger
- Dale Cornelius - Ved verdens ende

Miglior canzone
- Rebel song di Tina Dickow - Old Boys
- Slippin di Quandron - Se min kjole
- No Time for Love di Maria Apetri - Simon og Malou
- Scars Like Medals di The Agape Rose - Vanvittig forelsket
- Bang Bang Boogie di Maria Montell - Ved verdens ende

Miglior sonoro
- Kristian Eidnes Andersen - Antichrist
- Kristian Eidnes Andersen - Flugten
- Nino Jacobsen - Fri os fra det onde
- Morten Groth Brandt e Rasmus Winther Jensen - Headhunter
- Michael Dela e Jan Juhler - Kærestesorger

Miglior trucco
- Malin Birch-Jensen e Karina Åse - Kærestesorger
- Lis Louise-Jensen - Se min kjole
- Hué-Lan Van Duc - Antichrist
- Louise Hauberg Nielsen - Fri os fra det onde
- Shane Thomas e Natalie Dowell - Ved verdens ende

Migliori effetti speciali
- Peter Hjorth, Soda Aps e Ota Bares - Antichrist
- Martin B. Wehding, Daniel French e David Ryberg Lessél - Julefrokosten
- Steen Lyders Hansen e Andreas Rostock - Storm
- Thomas Dyg - Superbror
- Julian Summers, Alexander Marthin e Thomas Dyg - Ved verdens ende

Miglior film statunitense
- Up, regia di Pete Docter
- A Serious Man, regia di Joel ed Ethan Coen
- Bastardi senza gloria (Inglourious Basterds), regia di Quentin Tarantino
- Milk, regia di Gus Van Sant
- Revolutionary Road, regia di Sam Mendes

Miglior film straniero non statunitense
- The Millionaire (Slumdog Millionaire), regia di Danny Boyle
- La classe - Entre les murs (Entre les murs), regia di Laurent Cantet
- Man on Wire - Un uomo tra le Torri (Man on Wire), regia di James Marsh
- Departures (Okuribito), regia di Yōjirō Takita
- The Reader - A voce alta (The Reader), regia di Stephen Daldry

Miglior film d'animazione
- Bobby, regia di Julie Bille
- Får, regia di Frederikke Aspöck
- Træneren, regia di Lars Kristian Mikkelsen

Miglior documentario
- Fra Haifa til Nørrebro, regia di Omar Shargawi
- Drømme i København, regia di Max Kestner
- Stages, regia di Uffe Truust

Miglior cortometraggio di finzione o d'animazione
- Megaheavy, regia di Fenar Ahmad
- Lars og Peter, regia di Daniel Joseph Borgman
- Musen, regia di Pil Marie Gunnarsson

Miglior cortometraggio documentario
- Ønskebørn, regia di Birgitte Stærmose
- Nobody Passes Perfectly, regia di Saskia Bisp
- Side om side, regia di Christian Sønderby Jepsen

Premio del pubblico
- Sorte kugler, regia di Anders Matthesen

Premio Robert onorario
- Jette Termann